# Englebert Opdebeeck
Englebert Opdebeeck (Weerde, 27 december 1946) is een Belgisch voormalig wielrenner.

## Carrière
Opdebeeck nam deel aan drie grote rondes waarvan hij geen enkele uitreed. Hij reed verscheidene klassiekers en won enkele kleinere wedstrijden. Hij nam in 1968 deel aan de Olympische Zomerspelen in Mexico-Stad in de ploegentijdrit.

## Overwinningen
1967
Warszawa-Łódź
1968
1e etappe Flèche du Sud
1969
Omloop van West-Brabant
Sint-Amandsberg
1970
4e etappe deel a Ronde van Luxemburg
Niel
1971
Lessen - GP des Carrières
1972
Péruwelz
Boom
1973
4e etappe Vierdaagse van Duinkerken
2e etappe deel a Ronde van Frankrijk (TTT)
1974
Zwijndrecht
Mechelen
Lommel
Mortsel
1975
Proloog Ronde van Nederland (TTT)
Arendonk
GP E5
Maria-Aalter
1976
1e etappe GP Franco-Belge
Stal-Koersel

## Resultaten in de voornaamste wedstrijden
| Jaar | Ronde van Italië | Ronde van Frankrijk | Ronde van Spanje |
| ---- | ---------------- | ------------------- | ---------------- |
| 1969 |                  |                     |                  |
| 1970 |                  |                     |                  |
| 1971 |                  |                     |                  |
| 1972 |                  | buiten tijd         | opgave           |
| 1973 |                  | opgave              |                  |
| 1974 |                  |                     |                  |
| 1975 |                  |                     |                  |
| 1976 |                  |                     |                  |

| Jaar | Milaan-San Remo | Gent-Wevelgem | Ronde van Vlaanderen | Parijs-Roubaix | Luik-Bast.‑Luik |
| ---- | --------------- | ------------- | -------------------- | -------------- | --------------- |
| 1969 |                 |               |                      |                |                 |
| 1970 | 74e             |               |                      |                | 32e             |
| 1971 | 45e             | 78e           | 49e                  | 36e            |                 |
| 1972 | 82e             | 88e           | 48e                  | 33e            |                 |
| 1973 | 123e            | 13e           | 29e                  |                |                 |
| 1974 | 114e            | 37e           |                      |                | 48e             |
| 1975 |                 |               | 44e                  |                |                 |
| 1976 |                 |               |                      |                | 16e             |

Wielerploegen van Englebert Opdebeeck
Antheunis ·
Bailetti ·
Brands ·
Conti ·
De Rosso ·
Delocht ·
Desaymonet ·
Di Caterina ·
Farisato ·
Merckx ·
Mintjens ·
Opdebeeck ·
Re ·
Reybrouck ·
Scandelli ·
Scheers ·
Sercu ·
Soave ·
Spruyt ·
Stevens ·
Swerts ·
Van De Kerckhove ·
Van Den Bossche ·
Van Schil ·
Van Sweevelt ·
Vandenberghe ·
Vrijders
David ·
De Bal ·
De Gendt ·
Delcroix ·
Godefroot ·
Govaerts ·
E. Gysemans ·
J. Gysemans ·
Jacobs ·
Laurens ·
Naegels ·
Opdebeeck ·
L. Peeters ·
W. Peeters ·
Pevenage ·
Renier ·
Schepmans ·
Stevens ·
Van Damme ·
Van De Vijver ·
Van der Stappen ·
Van Sweevelt ·
Verbeeck ·
Verstraeten ·
Vögele ·
Wright